# 廣瀬直人
廣瀬 直人（ひろせ なおと、1929年5月16日 - 2018年3月1日）は、日本の俳人。

## 略歴
山梨県一宮町（笛吹市）生まれ。本名は直瀬。東京高等師範学校を卒業。卒業後は郷里で高校教師として務める。祖父の影響で句作をはじめ、1948年「雲母」入会、飯田蛇笏に師事。1961年「雲母」同人、1968年第4回山蘆賞受賞。蛇笏の没後は飯田龍太に師事。1992年「雲母」廃刊、翌年その後継誌として「白露」を創刊・主宰。一貫して自然と生活を主題として句作し、2008年には句集『風の空』で第43回蛇笏賞、第1回小野市詩歌文学賞を受賞した。また福田甲子雄とともに『飯田龍太全集』（2005年、角川書店）を監修している。肺炎のため死去、88歳だった。

## 著書
- 『日の鳥 句集』牧羊社　現代俳句選集　1977　のち邑書林句集文庫
- 『飯田竜太の俳句』花神社　1985
- 『俳句実作入門』富士見書房　1993
- 『広瀬直人　花神コレクション 俳句』花神社　1994
- 『飯田龍太の風土』花神社　1998
- 『より深い作句をめざして 俳句上達講座』朝日新聞社　2001
- 『矢竹 句集』花神社　2002
- 『遍照 句集』2004　ウエップ俳句新書
- 『作句の現場 蛇笏に学ぶ作句法』角川学芸出版 2007
- 『風の空 句集』角川書店 2008
- 『廣瀬直人の折々の秀句』ウエップ 2008
- 『視野遠近』ウエップ 2011
- 『廣瀬直人全句集』角川文化振興財団 2020

### 共編著
- 『旅の季寄せ』秋、夏、秋、冬  黒田杏子共編　日本交通公社出版事業局　1986
- 『季語と切字と定型と』編　角川書店　1996　俳句実作入門講座
- 『飯田龍太の時代 山盧永訣』齋藤愼爾,宗田安正と責任編集　思潮社　2007　現代詩手帖特集版
- 『山のこゑ 飯田龍太精選句集』編　2010　ふらんす堂文庫